# Simon Cox
Simon Cox (Cardiff, 20 maart 1952) was een Welsh golfer en coach.
Cox werd in Cardiff geboren en speelde vanaf 1970 in het nationale team. Hij werd eind 1974 professional en speelde in alle werelddelen. Zijn hoogtepunt was deelname aan de World Cup in Thailand.
In 1981 kreeg hij een polsblessure, waarna hij stopte met het spelen van internationale toernooien. Hij werd head-professional op de Marriott St Pierre Golf in Wales. Daarna gaf hij nog les in een golfcentrum in Swansea en vanaf 1985 op zijn eigen South Wales Golf Centre in Barry, waar hij ook een korte 9 holesbaan had. Een van zijn leerlingen daar was de jeugdige Rhys Davies. In 2009 werd hij zijn huis en golfcentrum uitgezet omdat de landeigenaar er een crematorium wilde bouwen. Hij probeerde via de rechter deze beslissing ongedaan te maken maar moest zich in 2011 gewonnen geven. Hij werkt nu op de Cottrell Park Golf Club.

## Gewonnen
Onder meer:
- 1974: Welsh Amateur, Duncan Putter
- 1975: South Wales
- 1976: Welsh PGA Kampioenschap, South Wales
- 1983: Welsh PGA Kampioenschap

## Teams
- World Cup: 1975
- Double Diamond: 1977